# Myrmeleon (Myrmeleon) brachygaster
Myrmeleon (Myrmeleon) brachygaster is een insect uit de familie van de mierenleeuwen (Myrmeleontidae), die tot de orde netvleugeligen (Neuroptera) behoort. 
Myrmeleon (Myrmeleon) brachygaster is voor het eerst wetenschappelijk beschreven door Navás in 1924.